# 末次由紀
末次由紀（日语：／ Suetsugu Yuki，1975年9月8日—），日本漫畫家。出身於福岡縣。女性。B型血。

## 來歷
小學高年級時開始畫漫畫，並在中學1年級開始發表漫畫。
1992年，高中1年級的她以末次由紀的名義發表作品《太陽的浪漫》，獲得第14屆Nakayoshi新人漫畫獎佳作，並於1992年出道。該作品在《Nakayoshi增刊》（講談社）發表。
1995年，轉移至別冊《別冊FRIEND DX Juliet》、《別冊FRIEND》（皆由講談社出版），以《你的白羽》、《伊甸之花》等作品的作為主力作家之一而活躍。
2005年，被發現證實抄襲其他漫畫家的作品，暫時停止了漫畫家的活動。2007年3月，於《BE·LOVE》（講談社）恢復活動。
2007年，在《BE·LOVE》2007年6號發表了短篇作品《春戀》。並向讀者和粉絲道歉並復出。《花牌情緣》於2008年在該雜誌第2號開始連載。
2009年，她憑藉《花牌情緣》獲得了2009年度第2屆漫畫大獎，並在『這本漫畫真厲害！2010』女生篇獲得第1名。2011年，榮獲第35屆講談社漫畫獎少女部門。
2018年，在東京、大阪、名古屋舉辦首屆原畫展「花牌情緣的世界」。
2019年7月1日，她在自己的Twitter上公開2年半前畫的漫畫，並透露自己已經是4個孩子的母親。
2020年1月，以末次為創辦人的一般社團法人「花牌情緣基金會」成立，旨在發展競技歌牌。同年2月，舉辦了「花牌情緣小倉山盃」。
於《花牌情緣》連載中結婚，並生了4個小孩。

## 構圖抄襲
2005年10月，日本網路電子留言版2channel上指出末次由紀作品的構圖與其他漫畫家的構圖相似，講談社開始調查。該出版社於10月18日宣布證實，《伊甸之花》和《你的白羽》等作品含有井上雄彥《灌籃高手》和《REAL》等作品的作畫線跡，她本人也承認這一事實。除了在2005年11月號的《別冊FRIEND》上發表謝罪文之外，同時正在連載中的漫畫《Silver～銀色少年～》強行終止連載（即腰斬），並採取措施對所有以前出版的書籍進行絕版和回收。此事在報紙和日本國內各地的電視新聞對此進行了報導，她停止了漫畫家的活動，直到2007年3月。
2009年3月，末次由紀復出後的第一部連載作品《花牌情緣》獲得第2屆漫畫大獎，受獎時本人亦不出席領獎（由編輯部門人員代理）。雖然她對相關人員表示感謝，但她說「因為我過去所犯的錯誤，我還不是那種可以出去到這種地方的人。報答這份恩情的唯一方法就是拼命畫漫畫」。

## 作品列表

### 漫畫作品
※記號表示單行本、短篇內容的分鏡及構圖判明為抄襲之後下架回收絕版。
- 你的白羽（1995年，《別冊FRIEND》，講談社）—短篇作品。同名短篇集（1995年，講談社）收錄。 ※
- 心胸的順從（1996年，《別冊FRIEND》）—短篇作品。同名短篇集（1996年，講談社）收錄。 ※
- 一切為了妳（1996年，《別冊FRIEND》）—短篇作品。同名短篇集（1996年，講談社）收錄。 ※
- Promise 愛的承諾（日语：Promise (末次由紀の漫画)）（1996年，《別冊FRIEND》）—短篇作品。同名短篇集（1996年，講談社）收錄。 ※
- 你的黑羽（單行本《心胸的順從》新作品）—短篇作品。同名短篇集（1998年，講談社）收錄。 ※
- 你是唯一（日语：Only You-翔べない翼-）（1997年—1999年，《別冊FRIEND》）—單行本全8冊（1997年—2000年，講談社） ※
- 溫柔的你（日语：いとしいキミ (末次由紀の漫画)）（1998年—1999年，《別冊FRIEND DX Juliet》，講談社）—單行本全1冊（1999年，講談社） ※
- 你的白羽II－短篇集（2000年，講談社） ※
- 伊甸之花（日语：エデンの花）（2000年—2004年，《別冊FRIEND》）—單行本全12冊（2000年—2004年，講談社） ※
- 你的白羽DX—短篇集（2001年，講談社） ※
- 你的黑羽DX—短篇集（2001年，講談社） ※
- 100％的情人（日语：100%の君へ）（2003年—2005年，《別冊FRIEND DX Juliet》）—單行本全24冊（2004年，講談社） ※
- 你我閃耀的星星（日语：君は僕の輝ける星）（2002年—2004年，《別冊FRIEND DX Juliet》、《別冊FRIEND 2004增刊》）—單行本全1冊（2004年，講談社） ※
- Silver ～銀色少年～（日语：Silver (漫画)）（2004年—2005年，《別冊FRIEND》）—單行本2冊（2005年，講談社。連載中止未完） ※
- 你的白羽DXII—短篇集（2005年，講談社） ※
- 你的黑羽DXII—短篇集（2005年，講談社） ※
- 春戀（日语：ハルコイ）（2007年，《BE·LOVE》，講談社）—短篇作品。同名短篇集（2007年，講談社）收錄。
- 花牌情緣（2007年—2022年，《BE·LOVE》）—單行本全50冊（2008年—2022年，講談社）
  - 花牌情緣 plus 只為你（2023年—，《BE·LOVE》）—上記續篇[14]。單行本已出版3冊。
- 型男巧克力專賣店（日语：クーベルチュール (漫画)）（2009年—不定期發佈，《BE·LOVE》）—單行本已出版2冊（2014年—續刊中，講談社）
- MA·MA·Match（2023年，《good！Afternoon》2023年12號[15]）—短篇作品[15]

### 其它
- 同人誌「pray for Japan（日语：東日本大震災チャリティ同人誌「pray for Japan」）」—與其他漫畫家共同創作，以支援東日本大震災的受災戶[16]。
- Perfume「FLASH」（2016年）—網路發佈單曲封套插圖[17]
- 電視動畫《亞爾斯蘭戰記 風塵亂舞》—第3話片尾插圖
- 電視動畫《3月的獅子》—第17話片尾插圖
- PRIUS PHVenus「Doubble Bubble Window」[18]
- 資生堂—TSUBAKI（網路廣告，2019年2月25日—）[19]
- 《旺文社 標準國語辭典 第八版 特裝版》、《旺文社 標準漢和辭典 第七版 特裝版》（2023年3月20日発売[20]）—全新封面插圖[20]

## 外部連結
- 末次由紀的X（前Twitter） （日語）
- 末次由紀的Instagram帳戶 （日語）
- Jump Square公式官網 末次由紀老師 直擊訪談 完整版
  - ，存于 （日語）
  - ，存于 （日語）
  - ，存于 （日語）